# Kazys Ladiga
Kazys Ladiga (ur. 6 stycznia 1894 w Iškonys, zm. 19 grudnia 1941 w Sol-Ilecku) – generał porucznik Sił Zbrojnych Litwy, jeden z organizatorów zamachu stanu na Litwie.

## Życiorys
Urodził się w 1894 w Iškonys koło Birż. W 1914 ukończył Wileńską Szkołę Wojskową i dołączył do armii rosyjskiej. Podczas I wojny światowej walczył jako oficer. W 1918 wrócił na Litwę i wkroczył do jej armii. W latach 1918–1920 był dowódcą 1 Pułku Piechoty Litewskiej. 18 maja 1919 kierował operacją Daugai przeciwko Armii Czerwonej. 2 czerwca 1919 jego pułk zajął Utenę, a 25 sierpnia Zarasai. Uczestnik litewskiej wojny o niepodległość. W 1920 poprowadził marsz wojsk litewskich do Wilna. 8 sierpnia 1920 stał się Wiceministrem Obrony Narodowej i Dowódcą Wojsk Lądowych. Po klęsce wojsk polskich pod Sejnami i Augustowem został zredukowany do dowódcy 4 dywizji. W 1923 ukończył Akademię Sztabu Generalnego Czechosłowacji. W latach 1923–1925 był dowódcą trzeciej dywizji.
Był jednym z organizatorów zamachu stanu na Litwie, po wydarzeniu jego obowiązki zostały ograniczone ze względu na bliskie powiązania z Litewską Chrześcijańską Partią Demokratyczną. W latach 1926–1927 był dowódcą II i III Okręgu Wojskowego, został zwolniony w 1927. Po zwolnieniu od 1937 do 1940 pracował w Muzeum Wojskowym.
Po rozpoczęciu okupacji państw bałtyckich przez ZSRR 8 sierpnia 1940 został aresztowany i osadzony w więzieniu w Poniewieżu, a 6 czerwca 1941 został wysłany do więzienia NKWD w Sol-Ilecku, gdzie został zastrzelony.
Został nagrodzony Orderem Krzyża Pogoni 4 i 5 stopnia.